# Der Trafikant (Roman)
Der Trafikant ist ein Roman des österreichischen Autors Robert Seethaler aus dem Jahr 2012. Erzählt wird die Geschichte Franz Huchels vor dem historischen Hintergrund der Geschehnisse in Österreich vom Spätsommer 1937 bis zum Juni 1938.

## Inhalt
Der siebzehnjährige Franz Huchel aus Nußdorf am Attersee führt ein recht beschauliches Leben. Er muss nicht wie seine Altersgenossen in einem Salzstollen des Salzkammerguts oder auf einem Bauernhof arbeiten, sondern hat viel Zeit für seine Träumereien, da seine alleinstehende Mutter von dem reichen Sägewerks- und Holzfabrikbesitzer Alois Preininger als dessen Geliebte regelmäßige Geldzuwendungen erhält. Während eines Gewitters im Spätsommer 1937 wird Preiniger bei einem Bad im See von einem Blitz getroffen und ertrinkt. Frau Huchel kann ihren Sohn allein von ihrem Lohn als Kellnerin nicht mehr ernähren und schickt ihn zum Arbeiten nach Wien. Dort hat sie ihm bei einem Jugendfreund, dem Kriegsinvaliden aus dem Ersten Weltkrieg Otto Trsnjek, in dessen Zeitungs- und Tabak-Trafik eine Lehrstelle besorgt. Damit beginnt für Franz ein völlig neuer Lebensabschnitt. Es ist die Zeit vor dem Anschluss Österreichs (NS-Terror gegen Österreich) sowie danach des Nationalsozialismus.
Eine seiner Aufgaben in der Trafik an der Währinger Straße im 9. Bezirk besteht darin, täglich alle Zeitungen zu lesen, die hier verkauft werden. Sie spiegeln immer deutlicher den Stimmungsumschwung und die Einschränkung der Geistesfreiheit im Land wider. Otto Trsnjek wird in diesem Zusammenhang zu seinem politischen Vorbild, insbesondere da dessen benachbarter Fleischhauer Roßhuber ein NS-Sympathisant ist. Roßhuber beschmiert die Trafik eines Nachts mit Hahnenblut und der Parole „Schleich dich, Judenfreund“. Einer der jüdischen Stammkunden ist Sigmund Freud, dem Franz die Neue Freie Presse und ein Paket Virginiazigarren zu seiner Wohnung trägt.
Franz verliebt sich in die drei Jahre ältere Böhmin Anezka, die er im Wiener Prater kennenlernt. Mit ihr erlebt er glückliche Stunden und macht erste sexuelle Erfahrungen. Anezka arbeitet tagsüber als Haushaltshilfe und tanzt abends als nackte Indianerschönheit N’Tschina im Hinterhofkabarett Zur Grotte. Für sie ist Franz der „Burschi“, und es bildet sich keine feste Beziehung heraus.
Freud wird zu einer wichtigen Bezugsperson für Franz, weshalb er diesen mehrmals in der Berggasse 19 aufsucht und ihn auch auf einem Spaziergang zum Volksgarten begleitet. Als er sich vom „Deppendoktor“, wie der berühmte Psychoanalytiker landläufig auch genannt wird, Hilfe bei seinem Liebeskummer erhofft, gibt ihm der Professor den Rat: „Wir tasten uns mühselig durch die Dunkelheit, um wenigstens hier und da auf etwas Brauchbares zu stoßen.“ Im besten Fall seien dies Träume, und er empfiehlt Franz, seine Träume aufzuschreiben. Ansonsten könne er ihm nicht helfen: „In den entscheidenden Dingen sind wir von Anfang an auf uns selbst gestellt. […] Du musst deinen eigenen Kopf bemühen. Und wenn dir der keine Antworten gibt, frag dein Herz!“
Nach dem Anschluss Österreichs im März 1938 wird Trsnjek von der Gestapo vor seiner Trafik verhaftet, was der Fleischer mitansieht, und im Hotel Metropol, der Wiener Gestapo-Zentrale, eingesperrt. Zunächst spricht Franz täglich bei der Gestapo vor, um zu erfahren, wie es Trsnjek geht, wird jedoch unter Androhung, ebenfalls verhaftet zu werden, aus der Gestapo-Zentrale verwiesen. Einige Wochen später erhält er die Nachricht von Trsnjeks angeblichem Herztod und darin den Auftrag, die Trafik weiterzuführen. Franz besucht den Fleischer Roßhuber, überbringt ihm die Nachricht von Trsnjeks Tod und erteilt ihm danach eine Ohrfeige, worauf Roßhuber nicht reagiert.
Anezka suchte Franz zwischenzeitlich auf, um mit ihm zu schlafen. Als er ihr einen Heiratsantrag macht und vorschlägt, gemeinsam Wien zu verlassen, ist sie inzwischen mit einem SS-Mann zusammen und weist ihn ab.
Dem Rat Freuds folgend notiert er seine Träume und beginnt, nachdem er die Trafik repariert hat, damit, beinahe täglich die bearbeiteten Notizen seiner Träume von außen an die Scheibe zu hängen. Anhaltende Passanten lesen diese Notizen, was der Trafik einige Kunden verschafft. In Franz’ Träumen verbinden sich Erinnerungen mit Tagesresten. So notiert er zum Beispiel nach einem Briefwechsel mit seiner Mutter, in der sie ihm von den Veränderungen durch den Anschluss Österreichs an das Deutsche Reich in Franz’ Heimatdorf erzählt, von einem Mädchen in einem weißen Kleid, das unter blinkenden Hakenkreuzen in einem großen Riesenrad über die Stadt rollt und alles niederwalzt. Franz überarbeitet die Notizen, die er unmittelbar nach dem Aufwachen aufzeichnet, und es entstehen poetische Texte besonderer Art: Franz wird so gleichsam wie von selbst zum Dichter. Seine Texte gewinnen politische Signifikanz, nicht nur, weil sie politisch Bedeutsames aufgreifen und widerspiegeln, sondern auch, weil sie Zeugnisse dafür sind, wie die Stimme des Individuums in poetischer Form in einer von Totalitarismus und Gleichschaltung geprägten Welt bestehen kann.
Freuds Familie darf am 4. Juni 1938 nach London emigrieren. Am Tag vor der Abreise gelingt es Franz trotz Gestapo-Überwachung, sich in Freuds Wohnung zu schleichen, um von ihm Abschied zu nehmen und ihm seine Lieblingszigarre Hoyo de Monterrey zuzustecken. Freuds Abreise am Wiener Westbahnhof beobachtet Franz aus der Ferne.
Franz bleibt allein in der Stadt zurück. In der Nacht zum 7. Juni entfernt er von einem der drei Fahnenmasten vor dem Wiener Gestapo-Hauptquartier die NS-Fahne und hisst Trsnjeks einbeinige Hose, die wie ein Fingerzeig oben in der Luft weht. Am nächsten Morgen tauchen die Gestapo-Beamten, die auch Trsnjek verhaftet haben, bei der Trafik auf. Franz hängt seinen letzten Traumzettel auf und wird unmittelbar danach verhaftet. Sein weiteres Schicksal bleibt offen.
Der Roman endet nach einem Zeitsprung von sieben Jahren am 12. März 1945. Anezka sucht Franz Huchel vergeblich in der geschlossenen Trafik. Nur ein vergilbter Zettel mit dem Beginn seines letzten Traums klebt noch an der Auslagenscheibe. Es ist der Zettel, den Franz kurz vor seiner Verhaftung an die Trafik anhängte. Anezka reißt den Zettel ab und hört, während sie an der Votivkirche vorbeigeht, das Dröhnen der alliierten Bomberverbände, die an diesem Tag den schwersten Angriff auf Wien fliegen.

## Ausgaben
- Der Trafikant. Kein & Aber, Zürich/Berlin 2012, ISBN 978-3-0369-5645-9.
- Robert Seethaler liest Der Trafikant: ungekürzte Autorenlesung. 5 CDs. Roof Music, Bochum 2015, ISBN 978-3-86484-115-6.

## Rezension
Der Roman wurde in der deutschen Literaturkritik weitestgehend positiv rezensiert. Andreas Platthaus sprach in einer der ersten Rezensionen des Buches in der FAZ von einem „bösen Zauber“ und einer „schnörkellosen Sprache“. Manfred Papst verglich die Leichtigkeit des Schreibstils im Roman in der NZZ mit der Jurek Beckers in seinem Erstroman Jakob der Lügner. Christine Westermann bezeichnete das Buch im Buchtipp von WDR 2 gar als „eines der besten Bücher des Jahres 2012“. Außerdem wurde das Buch im SRF Literaturclub vom 29. Januar 2013 besprochen. Elke Heidenreich bezeichnete das Buch in jener Sendung als „kleine Kostbarkeit“, in welcher „der Ton“ stimme.
Kritisiert wurden von verschiedenen Rezensenten die Darstellung und die Aussagen der historischen Figur des Sigmund Freud im Roman.

## Verfilmung
Das Buch wurde im Oktober und November 2017 von Regisseur Nikolaus Leytner verfilmt, mit Simon Morzé als Franz Huchel und Bruno Ganz als Sigmund Freud.

## Bühne/Theater
- Württembergische Landesbühne Esslingen: Uraufführung der Textfassung von Robert Seethaler; Kritiken: SWR2, Nachtkritik; Stuttgarter Nachrichten
- Volkstheater Wien
- Berliner Ensemble, Lesung
- Hanspeter Müller-Drossaart, Tournee seit 2018[6]
- Stadttheater Freiburg 2022[7]
- Grenzlandtheater Aachen 2022[8]
- Prinz Regent Theater Bochum 2023[9]